# 诱僧
《誘僧》（英語：Temptation of a Monk）是1993年上映的一部香港電影，由羅卓瑤執導，方令正及李碧華編劇，陳冲、吳興國、張豐毅及李名煬主演，劇情改編自李碧華的同名小說；在電影分級制度下為香港三級片。劇情以唐朝的玄武門之變時期為背景。本片榮獲第30屆金馬獎最佳美術設計、最佳電影音樂，以及第13屆香港電影金像獎最佳新演員（吳興國）、最佳電影配樂共四項大獎。

## 劇情大綱
唐初，太子李建成亲随石彦生与秦王李世民旗下大将霍达交好，二人于郊祭狩猎时邂逅公主红萼，红萼风情万种，自此在石彦生心中留下印迹。不久玄武门之变事发，石彦生早由霍达处得知消息，却无力改变局势。太子被杀，石彦生为保石家清白，立誓绝不侍大唐，与五名下属剃度为僧，隐居寺庙，伺机起兵反对秦王。不久红萼到访，一行人在山下的繁华世界流连，始知大势已去，天下太平。一行人在归途中被官军截杀，红萼死于刀下，石彦生万念俱灰，寻至一处破庙，得孤老僧人通達方丈收留，但石彦生终日只被往事纠缠，心苦不得脱。未几，一名酷似红萼的女子青綬夫人在庙中削发为尼，再次将石牵回记忆的羁绊。

## 演員表
- 陳冲 飾 青綬夫人/紅萼公主
- 吳興國 飾 石彥生
- 張豐毅 飾 霍達
- 李名煬 飾 通達方丈
- 盧燕（特別客串） 飾 石母

## 電影歌曲
'誘惑我' / 作曲, 劉以達 ; 填詞, 周耀輝 (C.A.S.H.) ; 主唱, 王靖雯 (即王菲Faye Wong)

## 獎項
| 年份 | 頒獎典禮             | 獎項             | 名單                   | 結果 |
| ---- | -------------------- | ---------------- | ---------------------- | ---- |
| 1993 | 第30屆金馬獎         | 最佳男主角       | 吳興國                 | 提名 |
| 1993 | 第30屆金馬獎         | 最佳原著劇本     | 方令正、李碧華         | 提名 |
| 1993 | 第30屆金馬獎         | 最佳攝影         | 黃岳泰                 | 提名 |
| 1993 | 第30屆金馬獎         | 最佳美術設計     | 葉錦添、李偉明、楊占家 | 獲獎 |
| 1993 | 第30屆金馬獎         | 最佳造型設計     | 葉錦添、李偉明         | 提名 |
| 1993 | 第30屆金馬獎         | 最佳電影音樂     | 劉以達、韋啟良         | 獲獎 |
| 1993 | 第30屆金馬獎         | 最佳動作指導     | 梁小熊                 | 提名 |
| 1993 | 第50屆威尼斯影展     | 金獅獎           |                        | 提名 |
| 1994 | 第13屆香港電影金像獎 | 最佳電影         |                        | 提名 |
| 1994 | 第13屆香港電影金像獎 | 最佳導演         | 羅卓瑤                 | 提名 |
| 1994 | 第13屆香港電影金像獎 | 最佳男主角       | 吳興國                 | 提名 |
| 1994 | 第13屆香港電影金像獎 | 最佳新演員       | 吳興國                 | 獲獎 |
| 1994 | 第13屆香港電影金像獎 | 最佳男配角       | 李名煬                 | 提名 |
| 1994 | 第13屆香港電影金像獎 | 最佳攝影         | Andrew Lesnie、黃岳泰  | 提名 |
| 1994 | 第13屆香港電影金像獎 | 最佳服裝造型設計 | 葉錦添、李偉明         | 提名 |
| 1994 | 第13屆香港電影金像獎 | 最佳美術指導     | 葉錦添、楊占家、李偉明 | 提名 |
| 1994 | 第13屆香港電影金像獎 | 最佳電影配樂     | 劉以達、韋啟良         | 獲獎 |

## 爭議
本片被視為以玄武門之變影射六四事件，令製作公司泰影軒一度遭中國內地封禁。

## 外部連結
- 香港影庫上《誘僧》的資料（繁體中文）
- 開眼電影網上《诱僧》的資料（繁體中文）
- 豆瓣电影上《诱僧》的資料 （简体中文）
- 时光网上《诱僧》的資料（简体中文）
- AllMovie上《诱僧》的资料（英文）
- 爛番茄上《诱僧》的資料（英文）
- 互联网电影数据库（IMDb）上《誘僧》的资料（英文）